# Joan Rovira i Roure
Joan Rovira i Roure (Barcelona, 10 de desembre de 1899 - Lleida, 27 d'agost de 1936) va ser un advocat i polític català executat el 1936 durant la repressió en la zona republicana durant la Guerra Civil espanyola.

## Biografia
Joan Rovira Roure va ser un advocat de l'Estat i polític de la Lliga Regionalista que a les eleccions al Parlament de Catalunya de 1932 va ser elegit diputat al Parlament de Catalunya per la demarcació de Lleida. Durant la Segona República Espanyola, Rovira va ser paer en cap de Lleida des de 1935, després de la destitució i empresonament de l'alcalde electe de Lleida Antoni Vives i Estover arran dels fets del 6 d'octubre del 1934.
En iniciar-se la Guerra civil espanyola va ser capturat pel Tribunal Popular de Lleida juntament amb altres membres de la candidatura del Front Català d'Ordre a les eleccions generals espanyoles de 1936, fou condemnat a mort tot i disposar de la immunitat parlamentària que garantia la Generalitat de Catalunya i així ho al·legà un enviat d'aquesta institució, i executat el 27 d'agost de 1936 al cementiri de Lleida. Algunes fonts apunten erròniament que el motiu de la condemna va ser l'organització de la cavalcada de Reis a Lleida, cosa que no té fonament històric perquè va organitzar-la la Cambra de Comerç, i Rovira i Roure s'hauria limitat a autoritzar-la.
Estava casat amb Ana Tarazona Miró, membre de la Sección Femenina, i fou el pare del també polític Joan Rovira Tarazona.